# Antonio Martino
Antonio Martino (ur. 22 grudnia 1942 w Mesynie, zm. 5 marca 2022 w Rzymie) – włoski polityk, politolog i nauczyciel akademicki, były minister, parlamentarzysta.

## Życiorys
Ukończył prawoznawstwo w 1964. Po studiach zajął się karierą naukową. Doszedł do stanowiska docenta ekonomii na Uniwersytecie LUISS w Rzymie. Opublikował m.in. kilkanaście pozycji książkowych poświęconych myśli liberalnej i systemom wyborczym.
Będąc synem Gaetana Martino, zaangażował się w działalność ugrupowania swojego ojca, Włoskiej Partii Liberalnej. W latach 80. bez powodzenia ubiegał się o stanowisko sekretarza krajowego (lidera) tego ugrupowania.
W 1994 znalazł się wśród założycieli Forza Italia, otrzymał legitymację z numerem 2. (zaraz po Silviu Berlusconim). W tym samym roku po raz pierwszy został posłem, uzyskiwał regularnie reelekcję, wchodząc w skład Izby Deputowanych XII, XIII, XIV, XV, XVI i XVII kadencji i zasiadając w niej do 2018.
W latach 1994–1995 zajmował stanowisko ministra spraw zagranicznych w rządzie Silvia Berlusconiego. Od 12 maja do 31 grudnia 1994 pełnił funkcję przewodniczącego OBWE. Po powrocie centroprawicy do władzy od 2001 do 2006 w dwóch kolejnych gabinetach lidera FI sprawował urząd ministra obrony.